# Liste der Naturdenkmale in Schwörstadt
| Naturdenkmale | Anzahl |
| ------------- | ------ |
| FND           | 1      |
| END           | 1      |
| Gesamt        | 2      |

Die Liste der Naturdenkmale in Schwörstadt nennt die verordneten Naturdenkmale (ND) der im baden-württembergischen Landkreis Lörrach liegenden Gemeinde Schwörstadt. In Schwörstadt gibt es insgesamt zwei als Naturdenkmal geschützte Objekte, davon ein flächenhaftes Naturdenkmal (FND) und ein Einzelgebilde-Naturdenkmal (END).
Stand: 1. November 2016.

## Flächenhafte Naturdenkmale (FND)
| Name                       | Bild | Kennung     | Einzelheiten | Position | Fläche Hektar | Datum         |
| -------------------------- | ---- | ----------- | ------------ | -------- | ------------- | ------------- |
| Karstquelle (Brödelquelle) | BW   | 83360820001 | Schwörstadt  | ⊙        | 0,0           | 13. Juli 1987 |
| Legende für Naturdenkmal   |      |             |              |          |               |               |

## Einzelgebilde (END)
| Name                                                | Bild | Kennung     | Einzelheiten | Position | Fläche Hektar | Datum         |
| --------------------------------------------------- | ---- | ----------- | ------------ | -------- | ------------- | ------------- |
| Höhle mit Quelle, Dossenbacher Karsthöhle Ortsetter |      | 83360820002 | Schwörstadt  | ???      | 0,0           | 13. Juli 1987 |
| Legende für Naturdenkmal                            |      |             |              |          |               |               |